# Васюта, Прасковья Варфоломеевна
Прасковья Варфоломеевна Васюта (укр. Параска Варфоломіївна Васюта) — советский украинский хозяйственный, государственный и политический деятель, заместитель председателя колхоза «Полесье» Ковельского района Волынской области Украинской ССР.

## Биография
Родилась в 1890-х гг. в селе Уховецк, ныне Ковельского района Волынской области. Член ВКП(б).
С 1910 года — на хозяйственной, общественной и политической работе. В 1910—1945 гг. — крестьянка, жена западноукраинского революционера Адама Васюты и мать западноукраинских коммунистов Степана и Михаила Васюты, участница сельскохозяйственной коммуны, расстрелянной деникинцами в годы Гражданской войны, участница коммунистического движения в Ковельском районе, арестовывалась польскими властями после убийства мужа и сына Степана, колхозница в организованном сыном Михаилом колхозе села Уховецк, в эвакуации в селе Старый Вышков Орловской области.
В 1945 году, после освобождения Западной Украины от нацистской оккупации, Прасковья Варфоломеевна возвращается в село Уховецк и, несмотря на сопротивление местных националистов, становится организатором и заместителем председателя колхоза «Полесье» Ковельского района Волынской области Украинской ССР.
Избиралась депутатом Совета Союза Верховного Совета СССР 2-го созыва от Волынской области (1946—1950).
Умерла в 1979 году. Похоронена на сельском кладбище села Уховецк вместе со своей семьёй, её могила была признана памятником истории Волынской области и находилась под охраной государства.
Старший сын — Михаил Адамович Васюта — западноукраинский коммунист, организатор колхоза в селе Уховецк, депутат Верховного Совета СССР 1-го созыва, младший лейтенант, командир 2-го взвода 2-й роты партизанского отряда им. Боженко партизанского соединения им. Попудренко, погиб 27 мая 1943 года; средний сын — Степан — убит вместе с отцом польской полицией 21 июля 1934 года в рамках пацификации; младший сын — Иван — в эвакуации вместе с материю, партизан партизанского отряда имени Кирова, подорвался на немецкой мине, похоронен в братской могиле воинского захоронения № 2033 г. Ветка Ветковского района Гомельской области.